# Mohammed Camara
Mohammed "Mo" Camara (ur. 25 czerwca 1975 w Konakry) - były gwinejski piłkarz występujący na pozycji obrońcy.
Camara, najpierw zawodnik Wolverhampton Wanderers (wcześniej grał też we francuskich AS Beauvais, Troyes AC, Le Havre AC i Lille OSC), potem przeprowadził się do Burnley na zasadzie wolnego transferu. Camara szybko stał się gwiazdą Burnley, a także ulubieńcem kibiców, jego dowcipy rozśmieszały nawet trenera Burnley Stana Ternenta. W Burnley był znany ze swojego tempa i sprawności fizycznej, która rekompensowała niezbyt dobre opanowanie piłki. Po tym jak Cotterli zastąpił Ternenta Camara został przemianowany na lewego obrońcę, powodując znaczną poprawę w jego formie na początku sezonu 2004/05
Camara pod koniec kontraktu z Burnley zaliczył pożegnalny występ, i przeniósł się do klubu Szkockiej Premier League Celticu Glasgow, na pozycję lewego obrońcy.
Na początku gry w Celticu, grał dobrze i szybko stał się obrońcą pierwszej jedenastki The Boys. Przyjście Rossa Wallace'a spowodowało, że Camara przestał występować regularnie w pierwszym składzie, a sytuację dla Camary skomplikowało przyjście Marka Wilsona, z którego Strachan również zrobił lewego obrońcę.
Camara przeniósł się do Derby County na zasadzie wolnego transferu z Celticu w sierpniu 2006. Pierwszego gola dla Derby Camara strzelił 28 sierpnia 2007 w meczu przeciwko Blackpool w pucharze ligi sezonu 2007/2008.